# Tipizzazione dinamica
In programmazione, la tipizzazione dinamica è la politica di tipizzazione, ovvero di assegnazione di tipi alle variabili, in cui il controllo del tipo della variabile è effettuato durante l'esecuzione piuttosto che in fase di compilazione, come nella tipizzazione statica dove il tipo è assegnato alla dichiarazione e non può essere cambiato.
Il caso più comune è dato dai linguaggi a tipizzazione dinamica, in cui le variabili hanno tipi che possono cambiare durante l'esecuzione di un programma, di solito a causa di assegnamenti. Per la natura fortemente imprevedibile, i linguaggi a tipizzazione dinamica sono spesso anche interpretati, in quanto l'interprete costituisce un ambiente di esecuzione sicuro, in grado di assecondare tutti i cambiamenti di tipo delle variabili.
Esempi di linguaggi a tipizzazione dinamica sono APL, Erlang, Groovy, JavaScript, TypeScript, Lisp, Lua, MATLAB, GNU Octave, PHP, Prolog, Python, Ruby, Smalltalk e Tcl. Anche Perl prevede la tipizzazione dinamica ma unicamente per i tipi definiti dall'utente.